# El Paseo de Colón
El Paseo de Colón es una pintura al óleo sobre tela realizada por Pablo Picasso el año 1903 en Barcelona y que actualmente forma parte de la colección permanente del Museo Picasso de Barcelona. Se muestra en la Sala 11 de la colección permanente del museo.

## Descripción

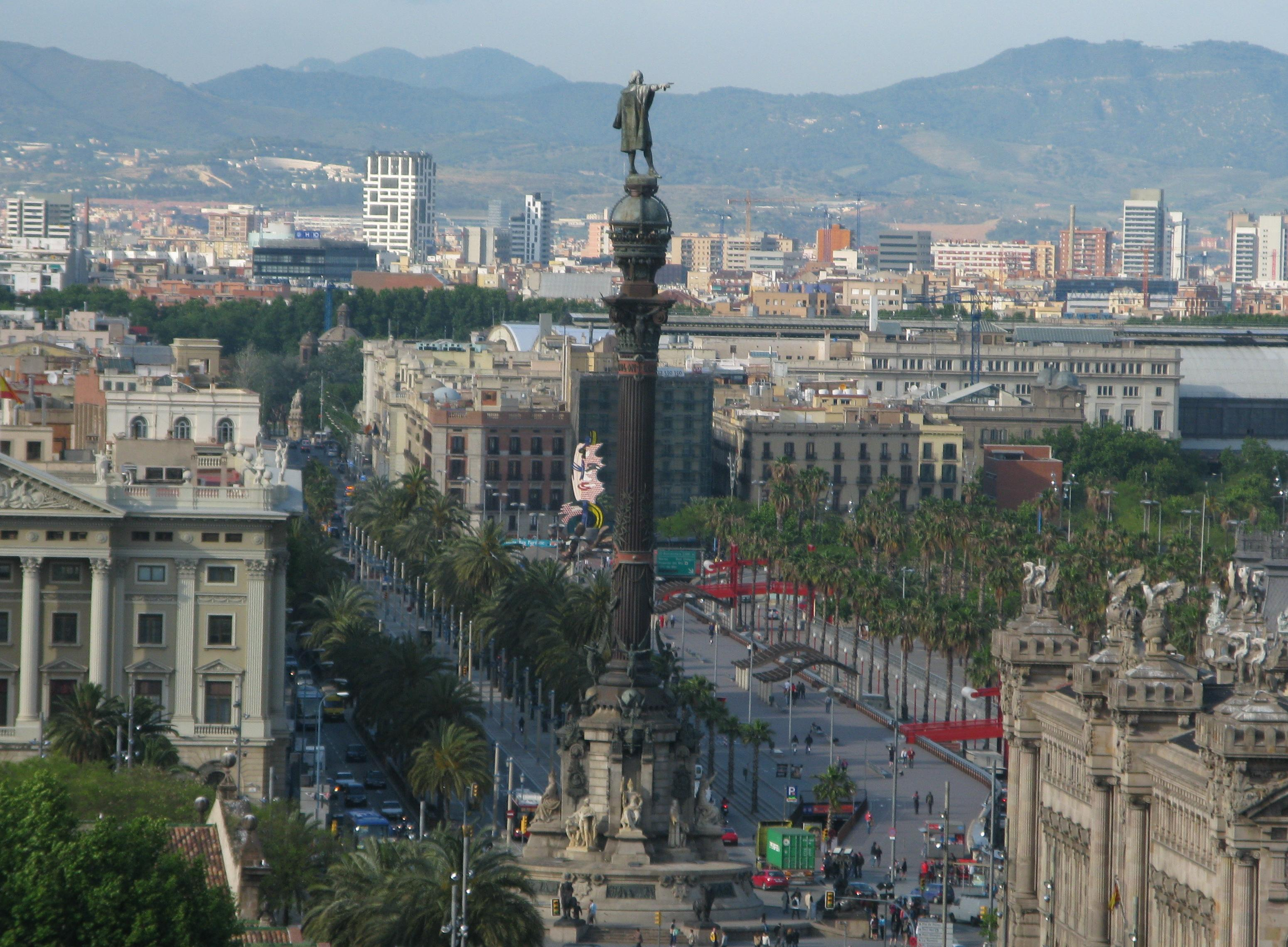
Paseo de Colón en Barcelona.

Esta pintura fue realizada durante la estancia de Picasso en Barcelona entre junio y noviembre de 1917 con la compañía de los Ballets Rusos de Serge Diaghilev, que presentaba el ballet Parade en el Teatro del Liceo.
Estilísticamente, en El Paseo de Colón Picasso jugó con la dualidad entre el cubismo sintético y el puntillismo. La pintura está aplicada irregularmente, combinando pinceladas con mucha materia con otras más ligeras. La ventana está concebida como una estructura, que emplea la distorsión de formas y la práctica ausencia de colores típica del cubismo para proyectar al espectador hacia el paisaje marítimo del fondo, este sí, coloreado y hecho con toques de pincel característicos del neoimpresionismo.
Esta obra es el preámbulo decisivo de la serie de ventanas abiertas en la obra picassiana, aunque ya la había utilizado en los inicios. Como sujeto artístico, la ventana toma protagonismo y sirve para la creación de nuevas relaciones espaciales entre interior y exterior. Tanto la barandilla como la bandera española y la estatua de Colón aportan realismo a un paisaje ópticamente inventado.

## Hotel Ranzini
La perspectiva que se observa es la que se veía desde el balcón del hotel Ranzini, en el paseo de Colón, núm. 22, donde se alojaba la futura esposa del artista, Olga Khokhlova, bailarina de la compañía de Diaghilev.
En las colecciones del Museo Picasso de París, figura un carné de dibujos hecho por Picasso en este momento en Barcelona que recoge diferentes imágenes de Olga sentada en el balcón del hotel mencionado.